# Nouvel Hôtel de ville de Budapest
Le Nouvel Hôtel de ville de Budapest (en hongrois : Újvárosháza) est un édifice abritant l'assemblée métropolitaine de Budapest dans le 5e arrondissement de la capitale hongroise. L'établissement est situé dans le quartier de Belváros sur Váci utca. 